# Noordse Dorp
Noordse Dorp (52° 10′ N, 4° 50′ L) é uma vila dos Países Baixos, na província de Holanda do Sul. Noordse Dorp pertence ao município de Liemeer, e está situada a 10 km, a norte de Woerden.
A área de Noordse Dorp, que também inclui as partes periféricas da cidade, bem como a zona rural circundante, tem uma população estimada em 60 habitantes.